# Schloss Marienfels

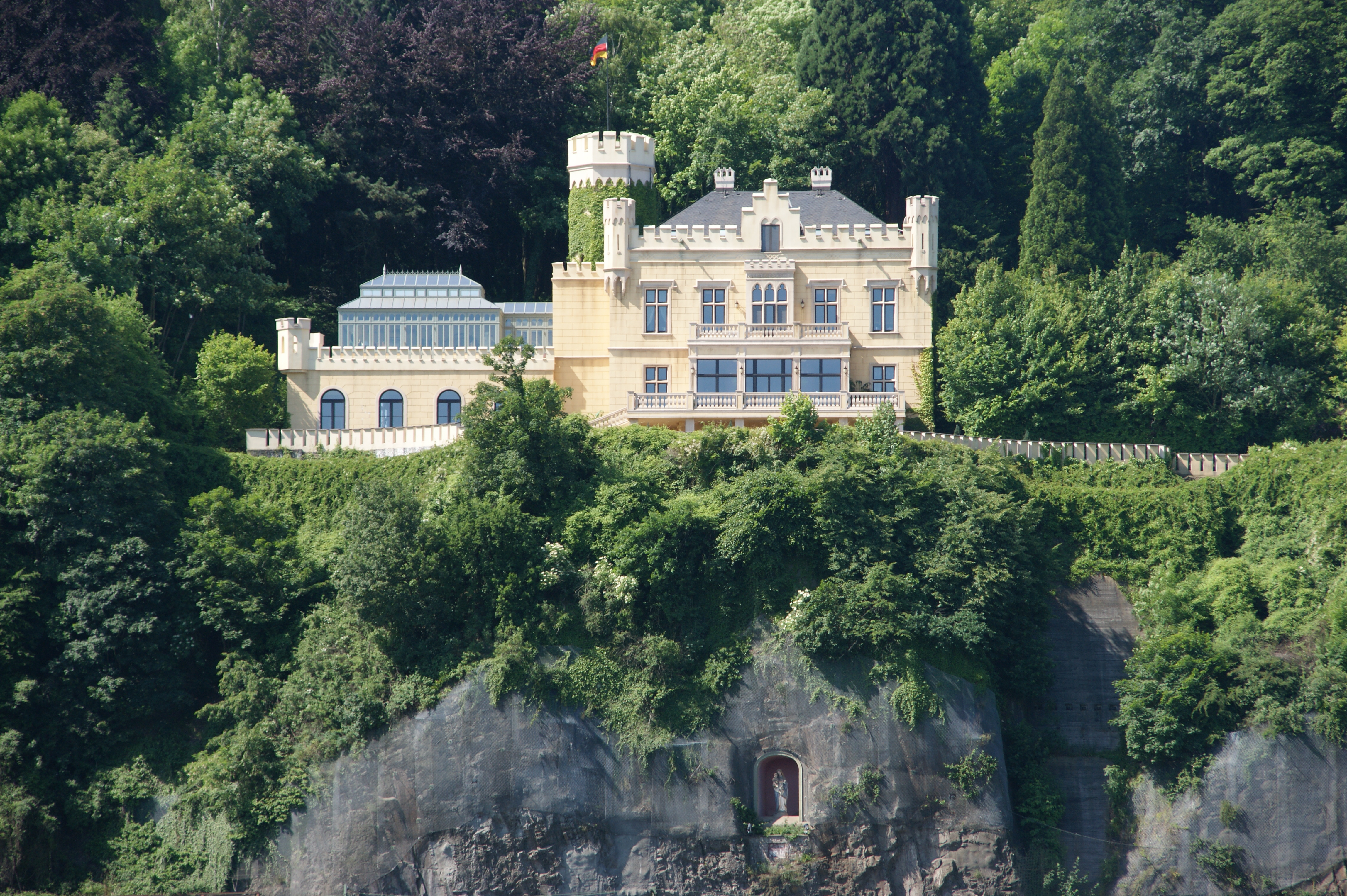
Schloss Marienfels (2009)

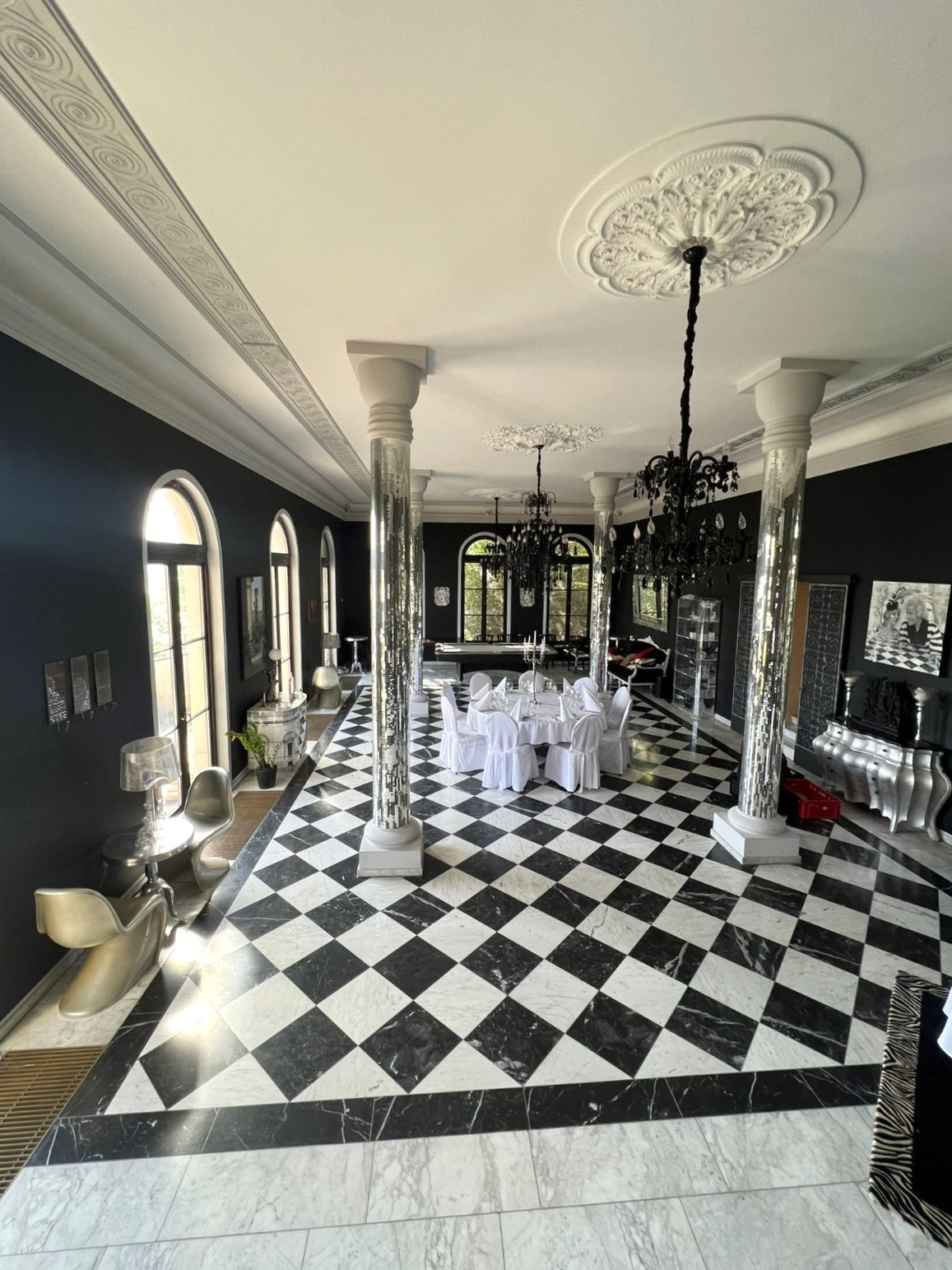
Großer Speisesaal

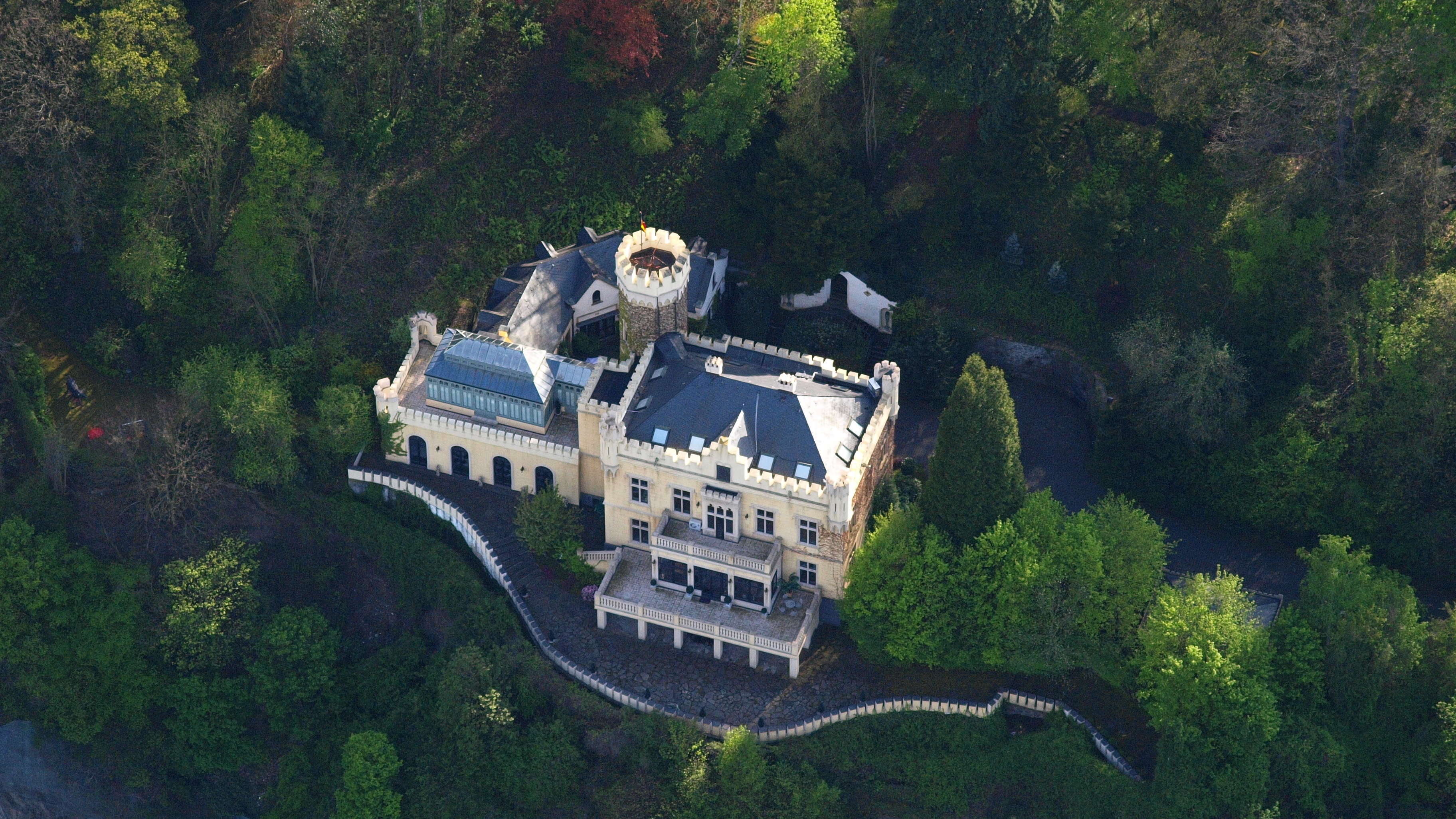
Luftaufnahme (2012)

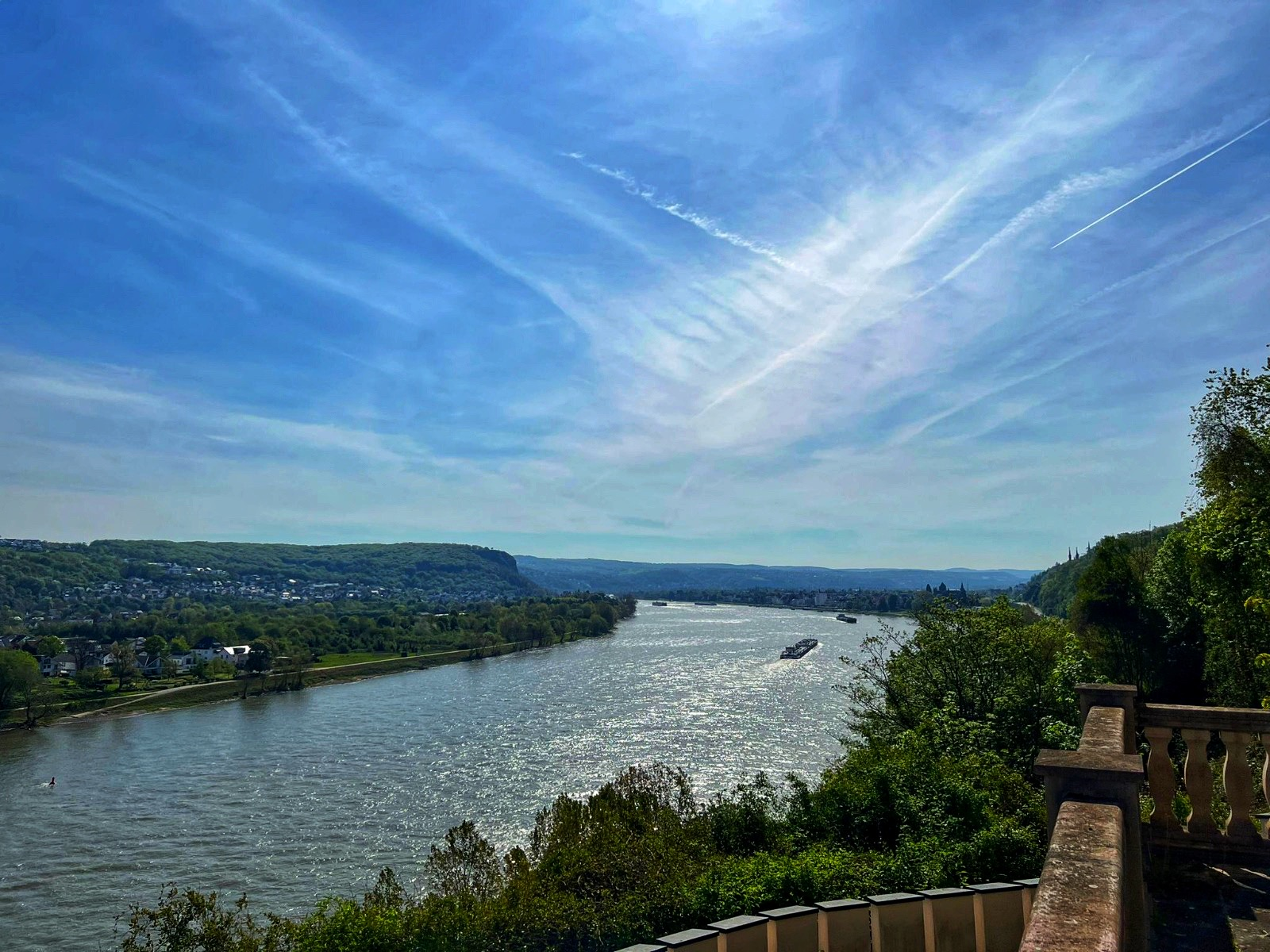
Ausblick in Richtung Süden auf den Rhein

Schloss Marienfels in Remagen, einer Stadt im Norden von Rheinland-Pfalz, wurde von 1859 bis 1863 überwiegend im neugotischen Stil als Villa errichtet. Umgeben ist das Schloss mit seinen etwa 800 Quadratmetern Wohnfläche in 18 Zimmern von einem etwa 100.000 Quadratmeter großen bewaldeten Park. Schloss Marienfels steht als Kulturdenkmal unter Denkmalschutz und ist mit Ausstattung, Nebengebäuden und Park als Denkmalzone ausgewiesen.

## Lage
Das Schloss liegt zwischen der Remagener Innenstadt und dem Ortsteil Unkelbach oberhalb der Bundesstraße 9 sowie der Schienenstrecke Köln–Koblenz auf der linken Seite des Rheins auf gut 90 m ü. NHN und damit 40 Meter über dem Fluss. Zugänglich ist es über eine nordwestliche gewundene Zufahrtsstraße vom Eingang des Calmuthtals aus.

## Geschichte
Am 14. Mai 1859 wurde der Grundstein von Schloss Marienfels gelegt; Architekt war der Kölner Ingenieur-Oberst Carl Schnitzler. Jedoch wird fälschlicherweise als Architekt des Schlosses Marienfels häufiger der Kölner Dombaumeister Ernst Friedrich Zwirner, der in Remagen die Apollinariskirche erbaute, genannt. Im August 1860 bezog der Auftraggeber, der Uerdinger Zuckerfabrikant Eduard Frings († 16. April 1875), die Residenz als Zweitwohnsitz. Das Haupthaus war im Frühjahr 1861 fertiggestellt, der Bau der Außenanlagen und des Eingangsportals (heute nicht mehr vorhanden) zog sich bis ins Jahr 1863 hin; die Gesamtanlage war erst 1874 komplett und hatte bis dahin ohne Inventar 87.670 Thaler (in heutiger Kaufkraft rund 4,5 Millionen Euro) gekostet. Von dem ursprünglichen Inventar ist heute auf dem Schloss nichts mehr vorhanden. Dazu gehörten auch einige bedeutende Kunstwerke, so die Bildnisse von Eberhard III. Jabach und seiner Frau Anna, geb. Reuter, gemalt ca. 1600 von Gortzius Geldorp, die heute im Rheinischen Landesmuseum in Bonn als Leihgabe ausgestellt sind. Das Inventar wurde unter den Frings-Erben Guido Mengen aus Viersen, Henriette Tilmann geb. Herbertz aus Dortmund sowie Max[imilian] und Gustav Scherbius aufgeteilt.
Das Schloss selbst ging 1907 in das Eigentum des Kölner Industriellen Max von Guilleaume über. Er renovierte es und ließ ein Bad und eine Wasserspülung einbauen. Von Guilleaume war auch Eigentümer des Jagdschlosses Calmuth im nahen Calmuthtal, in dem später die Internationale Film-Union ihren Betrieb einrichtete. Im Jahr 1936 wurde das Gebäude von dem Türenfabrikanten Otto Becher gekauft. Er ließ auf der Rheinseite des Schlosses eine große Terrasse bauen.
Anschließend war das Gebäude Eigentum der Gesellschaft Klinik Sanatorium Schloss Marienfels und diente als Sanatorium. 1949 wurde Schloss Marienfels Sitz des Filmstudios Fischerkoesen, das seinerzeit als bekanntestes Trickfilmstudio in Deutschland galt. Es hatte etwa 20 Mitarbeiter und produzierte insbesondere Zeichentrick-Werbefilme; Inhaber war Hans Fischerkoesen, der das Schloss auch bewohnte. 1952 wurde das Unternehmen nach Bad Godesberg (Ortsteil Mehlem) verlegt. 1975 ging das Anwesen in den Besitz von Paul Spinat, damaliger Eigentümer von Schloss Drachenburg, über. Er ließ den südlichen einstöckigen Anbau anfügen.
Am 14. März 1988 geriet die 1936 gebaute Terrasse ins Rutschen. Unterhalb der Veranda hatten sich mehrere Kubikmeter Geröll gelöst und waren abgerutscht. Wegen starker Regenfälle war die auf lockerem Untergrund erbaute Anlage in Bewegung geraten. Die Gerölllawine hatte eine Schutzwand aus Holzbohlen durchschlagen, die zum Schutz der unterhalb des Schlosses verlaufenden vielbefahrenen Bundesstraße 9 errichtet worden war. Die Bundesstraße wurde aus Sicherheitsgründen einen Monat lang gesperrt. Erdbau-Spezialisten aus Essen untersuchten den Felsen und schlugen eine Reihe von Sicherungsarbeiten vor. Daraufhin wurde die Entwässerung der Terrasse umgeleitet; die Veranda wurde mit Betonträgern vor dem Abrutschen gesichert.
Im Jahr 1989 erwarb der Bauunternehmer und „Burgensammler“ Herbert Hillebrand das Schloss im Namen seiner Tochter Katharina. Das Schloss wurde mehrere Jahre für rund acht Millionen DM renoviert und den Bedürfnissen der Besitzer (Einbau von Schwimmbad, Whirlpool und Sauna) angepasst. Unter fachlicher Beratung des Landesamtes für Denkmalpflege erhielt das Schloss fast wieder seine ursprüngliche neugotische Architektur. Von 1994 bis 1996 vermietete Hillebrand das Schloss an die Republik Kasachstan als Gebäude der Botschaftskanzlei, in der 14 Diplomaten und 50 weitere Mitarbeiter beschäftigt waren (→ Liste der diplomatischen Vertretungen in Bonn). Anschließend wurde das Schloss von Hillebrands Tochter Katharina genutzt.
Am 16. November 2004 erwarb der Entertainer Thomas Gottschalk das Schloss für 3,5 Millionen Euro. Er ließ das Gebäude renovieren und zog im Sommer 2006 ein. Auf dem südlichen einstöckigen Anbau wurde ein Glashaus errichtet. 2012 stand das Schloss einschließlich Einrichtung für 6,2 Mio. Euro zuzüglich Maklerprovision zum Verkauf und fand, wie Ende Januar 2013 bekannt wurde, als Zweitschloss von Frank Asbeck einen neuen Besitzer. Asbeck ist seit 2008 auch Eigentümer von Calmuth.

## Sage
Der Name des Schlosses geht auf eine Sage zurück. Der Teufel, heißt es, mag das Schloss nicht, weil er einst von hier vertrieben wurde. Früher soll er in einer Höhle in dem Berg gehaust haben, auf dem das Schloss steht, wenn er sich nicht in der Höhle seiner Großmutter aufhielt. Vor dem Bau des Schlosses ließ der Bauherr in einer Felsspalte eine halbrunde Grotte bauen, in die er eine Mutter-Gottes-Figur aufstellte; sie sollte dem Volksglauben von dem Wohnsitz des Teufels entgegenwirken, und sie gab dem Schloss seinen Namen.